# Teseo
Teseo (títol original en italià, en català Teseo) és una obra dramaticomusical en cinc actes composta  per Georg Friedrich Händel sobre un llibret en italià de Nicola Francesco Haym, basat en Thésée. Es va estrenar el 10 de gener de 1713 al Her Majesty's Theatre de Ciutat de Westminster.